# 黑暗
暗或黑暗是指無光的狀態，常用来代指惡。與影、阴影相似，與光、光明相對。

## 科学上的暗
科学上的暗是指发出或反射的光的总量比周围少的状态。
科学上的光不仅是可见光，还包括肉眼不可见的各波段的电磁波。而物体的温度只要高于绝对零度，就会发出红外线，即使是假想的对光全部吸收、没有反射的黑体也不例外。

## 思想上的暗
许多宗教将光与暗、善与恶对比，代表性的是基督教与琐罗亚斯德教。
基督教的惡魔、撒但与黑暗有着深刻的联系，天使则与光联系密切。但是基督教传说撒但等恶魔曾是天使。

## 文化上的暗
黑暗可以表示惡与恐怖，例如传说中的鬼、地獄、埃及神話中的來世，又例如“黑暗势力”（指邪恶势力）、“黑暗旅遊”（指到與死亡和苦难有關的地方遊歷）、“心中的黑暗”（指不道德的、邪恶的思想）。
黑暗可以表示缺乏知識、盲目迷信，例如稱中世紀時期為黑暗時代。
黑暗可以表示不明事物与謎，例如说“真相已经消失在黑暗中”。
文学艺术上的暗可以表示厄運、邪惡、世途凶險、人性可憎、悲觀、戰爭等。例如“前途一片黑暗”。
文学作品、影视作品、ACG作品经常将黑暗与反派联系在一起，例如星球大战便将反派的力量之源称为“黑暗原力”。但是近年来出现了许多使用黑暗力量做出正义行为的正面人物，例如使用恶魔之力对抗恶魔的再生侠。
愛好黑暗的環境稱為黑暗愛好症，反之則為黑暗恐懼症。善於或只在黑夜中活動的特性請參看夜行性動物。